# Takayuki Tatsumi
Takayuki Tatsumi (巽 孝之, Tatsumi Takayuki, 15 mai 1955- ) est un érudit japonais. Il est un professeur à l'Université Keiō. Son étude spéciale est la littérature américaine et de la théorie littéraire .
Tatsumi est un passionné de SF, et ainsi il est l'auteur de nombreux livres et critiques sur la science-fiction. Il est un lauréat du grand prix Nihon SF en 2000 pour Nihon SF ronsō-shi .

## Œuvres
- (1988) Saibāpanku amerika (サイバーパンク・アメリカ Cyberpunk America)
- (1992) Gendai SF no retorikku (現代SFのレトリック)
- (1993) Meta-fikushon no bōryaku (メタフィクションの謀略)
- (1993) Japanoido sengen (ジャパノイド宣言)
- (1995) E. A. Pou wo yomu (Ｅ・Ａ・ポウを読む))
- (1995) Nyū amerikanizumu - Bei-bungaku shisōshi no monogatari-gaku (ニュー・アメリカニズム—米文学思想史の物語学)
- (1996) Nyūyōku no seikimatsu (ニューヨークの世紀末)
- (1997) Kyōryū no amerika (恐竜のアメリカ)
- (1998) Nihon henryū bungaku (日本変流文学)
- (2000) Metafā wa naze korosareru — Gendai hihyō kōgi (メタファーはなぜ殺される—現代批評講義)
- (2006) Full Metal Apache: Transactions Between Cyberpunk Japan and Avant-Pop America

### Édition
- (1991) Saibōgu feminizumu (サイボーグ・フェミニズム Cyborg Feminism)
- (2000) Nihon SF ronsōshi (日本SF論争史)
- (2007) Robot Ghosts and Wired Dreams: Japanese Science Fiction from Origins to Anime
- (2017) Teihon Aramaki Yoshio meta-Sf zenshū (定本荒巻義雄メタSF全集), éditée avec Yūji Miura